# Indian Super League
De Indian Super League, opgericht in 2013, is (samen met de I-League) de hoogste afdeling van het voetbal in India. Elke club mag één voormalige vedette, de zogenaamde 'marquee speler' aan zijn selectie toevoegen. Zo speelden onder meer David Trezeguet, Alessandro Del Piero, Alessandro Nesta en Joan Capdevila in India. Er moeten ook verplicht minimaal 14 Indiërs in de selectie worden opgenomen van elk team. Naast de Indian Super League bestaat ook nog de I-League op het hoogste niveau van het voetbal in India. Vanaf oktober 2014 vond de competitie voor de eerste keer plaats voor de duur van drie maanden. In 2017 werd de competitie uitgebreid met twee teams en verlengd naar vijf maanden. In het seizoen 2018/19 begon de competitie eind september en eindigt in maart. Van 17 december tot half januari ligt de competitie stil vanwege de deelname van India aan de Aziatisch kampioenschap voetbal 2019.

## Winnaars
- 2014: Atlético de Kolkata
- 2015: Chennaiyin FC
- 2016: Atlético de Kolkata
- 2017/18: Chennaiyin FC
- 2018/19: Bengaluru FC
- 2019/20: ATK
- 2020/21: Mumbai City FC
- 2021/22: Hyderabad FC
- 2022/23: Mumbai City FC

## Belgen en Nederlanders in de Indian Super League
- Kristof Van Hout
- Wim Raymaekers
- Harm van Veldhoven
- Stijn Houben
- Hans Mulder
- John Goossens
- Wesley Verhoek
- Jeroen Lumu
- Gregory Nelson
- Gianni Zuiverloon
- Eelco Schattorie

ATK Mohun Bagan ·
Bengaluru ·
Chennaiyin ·
East Bengal ·
Goa ·
Hyderabad ·
Jamshedpur ·
Kerala Blasters ·
Mumbai City ·
NorthEast United ·
Odisha